# Уйдене
Уйдене (в нижнем течении — Кеноткель) — река в Казахстане, протекает по Зайсанскому району Восточно-Казахстанской области. Относится к бассейну озера Зайсан.

## География
Река Уйдене берёт начало северо-восточнее горы Шакпактас в западной части хребта Саур. Течёт на север. Теряется в болотах юго-восточнее озера Зайсан, не доходя до берега в разные годы от 400 м до 1,5 км.
Длина реки составляет 103 км, площадь водосборного бассейна — 856 км². Питание снеговое (50 %), дождевое (25 %) и грунтовое (25 %), среднегодовой расход воды 3,86 м³/сек. На реке устроено водохранилище, из которого питается оросительная система, снабжающая водой 13 000 га сельскохозяйственных земель и несколько населённых пунктов, включая Зайсан; также водохранилище питает гидроэлектростанцию мощностью 2 МВт.
На реке расположены сёла Кенсай и Жарсу.